# M6 (televizní stanice)
M6, oficiálním názvem Métropole Télévision S.A., je komerční plnoformátová francouzská televize, která začala vysílat 1. března 1987 v 11:15 SEČ.

Je volně přístupná ve francouzském digitálním pozemním vysílání, na satelitu i v kabelové televizi.